# 康拉德三世 (馬佐夫舍)
「紅公爵」康拉德三世（波蘭語：Konrad III Rudy，1447/48年—1508年10月28日），馬佐夫舍公爵，華沙公爵波列斯瓦夫四世的長子。

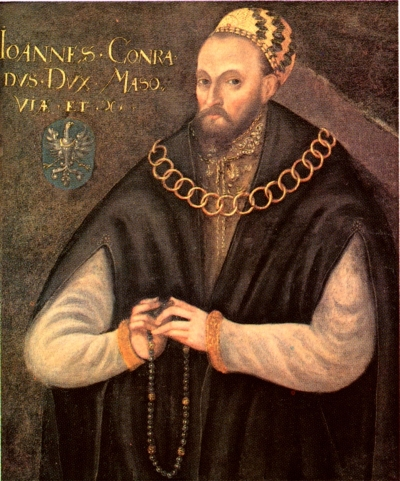

## 家庭
1496/97年，康拉德與安娜·拉齊維烏結婚，兩人共有2子2女：
1. 索菲亞（英语：Sophia of Masovia）（約1497年—1542/43年），巴托里·伊莉莎白的祖母
2. 安娜（英语：Anna of Masovia）（約1498年—1557年）
3. 斯坦尼斯瓦夫（英语：Stanisław of Masovia）（1501年—1524年）
4. 雅努斯三世（1502年—1526年）